# Velká Javorská
Velká Javorská (německy Gross Jober) je malá vesnice, část města Žandov v okrese Česká Lípa. Nachází se asi 5,5 km na jihozápad od Žandova. Velká Javorská je také název katastrálního území o rozloze 4,08 km².

## Historie
Vesnice byla založena v době kolonizace území v letech 1226–1276 za vlády Přemysla Otakara II. K prvním majitelům patřili páni z Dubé, Vartenberkové a litoměřická kapitula.
V 18. století měla ves padesát domů a pěstovaly se zde veškeré zemědělské plodiny včetně chmele. Byla tu hospoda, obchod, skoro veškerá řemesla a choval se zde dobytek. Také zde byla od roku 1875 škola. Na východ od obce se našla roku 1812 ložiska hnědého uhlí, které se těžilo. Roku 1880 zde bylo 65 domů a 343 obyvatel.
Po druhé světové válce bylo veškeré obyvatelstvo (asi 250 osob) vysídleno do Německa. Taktéž bylo vysídleno obyvatelstvo okolních malých osad Malá Javorská a Havraní, které tímto zanikly.

## Obyvatelstvo
Při sčítání lidu v roce 1921 zde žilo 261 obyvatel (z toho 128 mužů) německé národnosti a římskokatolického vyznání. Podle sčítání lidu z roku 1930 měla vesnice 250 obyvatel německé národnosti, z nichž byli tři lidé bez vyznání a ostatní se hlásili k římskokatolické církvi.

## Pamětihodnosti
Na křižovatce je k vidění kaple Nejsvětější Trojice z roku 1731, která v současnosti[kdy?] prochází celkovou rekonstrukcí za finanční podpory státu a obecního úřadu.
Podél cesty směrem na sever, po zelené turistické značce je soustava retenčních rybníčků, které časem ztratily svoji funkčnost a tak se přívalové deště valí po komunikaci. Na rekonstrukci rybníčků je již[kdy?] zpracován městským úřadem Žandov projekt a hledají se prostředky na jejich revitalizaci.
Na katastru obce Žandov – Velká Javorská leží větší část přírodní památky Bobří soutěska na zde protékajícím Bobřím potoce.